# زمین‌لرزه ۲۰۱۰ الازیغ
زمین‌لرزه الازیغ  در تاریخ ۸ مارس ۲۰۱۰ میلادی، برابر با ‎۱۷ اسفند ۱۳۸۸، ساعت ۰۲:۳۲:۳۴٫۷ به زمان یوتی‌سی در ترکیه ، منطقه الازیغ رخ داد.ژرفای این زلزله ۱۲٫۰ کیلومتر بود. بزرگی آن ۶٫۱ در مقیاس Mw بدست آمده‌است.
شمار کشتگان نزدیک به ۴۲ نفر گزارش شده‌است.
پروژهٔ جهانی تنسور گشتاور مرکزوار پارامتر زمان مرکزوار زمین‌لرزه را با اختلاف ۲٫۷ ثانیه نسبت به زمان رخداد اشاره شده در بالا و مختصات مرکزوار را در ۳۸°۴۹′شمالی ۴۰°۰۲′شرقی / ۳۸٫۸۲°شمالی ۴۰٫۰۴°شرقی محاسبه کرد و همچنین، ژرفا در ۱۵٫۱ کیلومتر بدست آمده‌است. در این محاسبات زاویه‌های (راستا، شیب، ریک) گسل سازندهٔ زمین‌لرزه و صفحه عمود بر آن برابر با (°۳۲۱، °۶۹، °-۱۷۳) یا (°۲۲۸، °۸۳، ° -۲۱) حاصل شده‌است.